# Historiarum adversum paganos
«Істо́рія про́ти язи́чників» (лат. Historiarum adversum paganos) — латинська хроніка V століття. Написана Оросієм у 417—418 роках. Складається з 7 книг. Описує життя варварських язичницьких народів від давнини до V століття. Важливе джерело з історії Європи раннього середньовіччя, особливо історії Піренейського півострова. Справила великий вплив на розвиток європейської історіографії. Повна назва — «Сім книг Історії проти язичників» (лат. Historiarum adversum paganos libri VII).

## Зміст
Книга І.
- Охоплює період до 752 до н.е.

Книга II.
- Охоплює період  751—389 до н.е.

Книга III.
- Охоплює період  388—289 до н.е.

Книга IV.
- Охоплює період  288—146 до н.е.

Книга V.
- Охоплює період 146—73 до н.е.

Книга VI-1.
- Охоплює період 73—56 до н.е.

Книга VI-2.
- Охоплює період 55—1 до н.е.

Книга VII-1.
- Охоплює період 1—309 років;

Книга VII-2.
- Охоплює період 310—417 років.

## Видання

### Оригінали
- Pauli Orosius. Historiarum adversum paganos libri VII. // Corpus scriptorum ecclesiasticorum Latinorum, L. 5. ed. Carolus Zangemeister, Vienna, 1882. p. 149–157. весь текст [Архівовано 1 березня 2013 у Wayback Machine.]
- Paulus Orosius. Historiarum adversum paganos libri VII. // Corpus scriptorum ecclesiasticorum Latinorum, L. 5. Hildesheim: G. Olms, 1967. p. 1–600. (факсиміле Віденського видання 1882 року)

### Переклади
Англійською
- Batley Janet. The Old English Orosius, London, New York, Toronto, 1980

Російською
- Павел Орозий. История против язычников. / Пер., вступ. ст., комм. и указ. В. М. Тюленева. 1-е изд. В 3 т. Серия: Византийская библиотека. — СПб.: Алетейя, 2001—2003. Кн. 1 [Архівовано 28 листопада 2012 у WebCite], 2 [Архівовано 19 вересня 2018 у Wayback Machine.],  3 [Архівовано 19 вересня 2018 у Wayback Machine.]; весь текст [Архівовано 21 вересня 2018 у Wayback Machine.]
- Павел Орозий. История против язычников. / Пер., вступ. ст., комм. и указ. В. М. Тюленева. 2-е изд., испр. и доп. В 3 т. Серия: Библиотека христианской мысли. Источники. — СПб.: Издательство Олега Абышко, 2004[1].